# Збірна Польщі з футболу
Збірна Польщі з футболу (пол. Reprezentacja Polski w piłce nożnej) — національна футбольна команда Польщі, якою керує Польський футбольний союз.
Найвище досягнення в офіційних міжнародних змаганнях — третє місце чемпіонату світу 1974 і 1982 років, золота медаль Олімпійських ігор 1972.
Станом на 3 квітня 2025 посідає 34-e місце у рейтингу футбольних збірних світу.

## Історія

### 1919—1939: Ранні роки

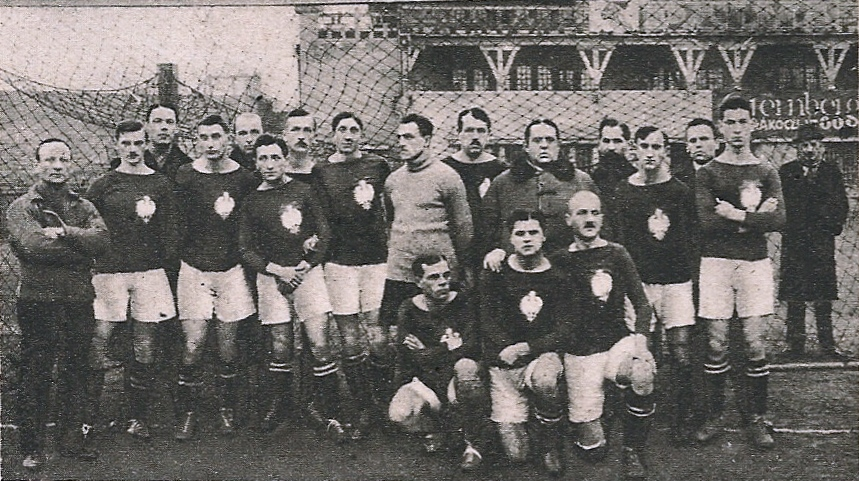
Збірна Польщі перед своїм першим в історії матчем, 18 грудня 1921 року.

Федерація футболу Польщі (Polski Związek Piłki Nożnej) була заснована 20 грудня 1919 у Варшаві. У березні 1920 року обов'язки тренера прийняв американський військовий — капітан Кріс Бурфорд, який спеціально був спроваджений для підготовки футбольної збірної на Олімпійські ігри 1920 р. У квітні 1920 року Польський Олімпійський Комітет організував у Кракові перше тренувальне згруповання усіх олімпійських збірних, в тому числі футбольної. У кінці травня 1920 року збірна провела перший неофіційний матч проти збірної Львова (у яку зібрано гравців з міста, які не були запрошені до національної збірної), перемігши її 12:1. Але з причини Польсько-радянської війни 1920 р. і поганого організаційно-фінансового стану ПЗПН, вирішено відмовитись від участі у Олімпійських ігор 1920.
Перший офіційний міжнародний матч відбувся лише після закінчення ІІ Чемпіонату Польщі. 18 грудня 1921 року у Будапешті у товариській грі збірна програла Угорщині 0:1 (0:1). Перший ж офіційний поєдинок поляки зіграли 28 травня 1922 року, проти Швеції у Стокгольмі і здобула там перемогу 2-1.
26 травня 1924 року збірна Польщі дебютувала на світових змаганнях — Літніх Олімпійських іграх. У Парижі у кваліфікаційному раунді програла знову Угорщині 0:5 (0:1).
15 жовтня 1933 року збірна Польщі дебютувала у змаганнях за вихід на Чемпіонат Світу. У Варшаві у кваліфікаційному раунді програла збірній Чехословаччини 1:2 (0:1). Проте вже у наступній кваліфікації, двічі перемігши команду Югославії 4-0 та 1-0, команда вийшла на Чемпіонат світу з футболу 1938. На самому чемпіонаті команда зустрілась з бразильцями і в надзвичайно цікавій і напруженій грі, лише у екстра таймі, поступилась південноамериканцям 5-6. Польський гравець Ернест Вілімовські забив у цій грі 4 м'ячі, чим встановив один з найвидатніших індивідуальних рекордів на Чемпіонатах світу. Свій останній офіційний матч перед ІІ світовою війною поляки зіграли проти угорців і поступилися 2-4.

## Виступи на міжнародних турнірах
Господарі       Переможці       Фіналісти       Третє місце       Четверте місце  

### Кубок Світу

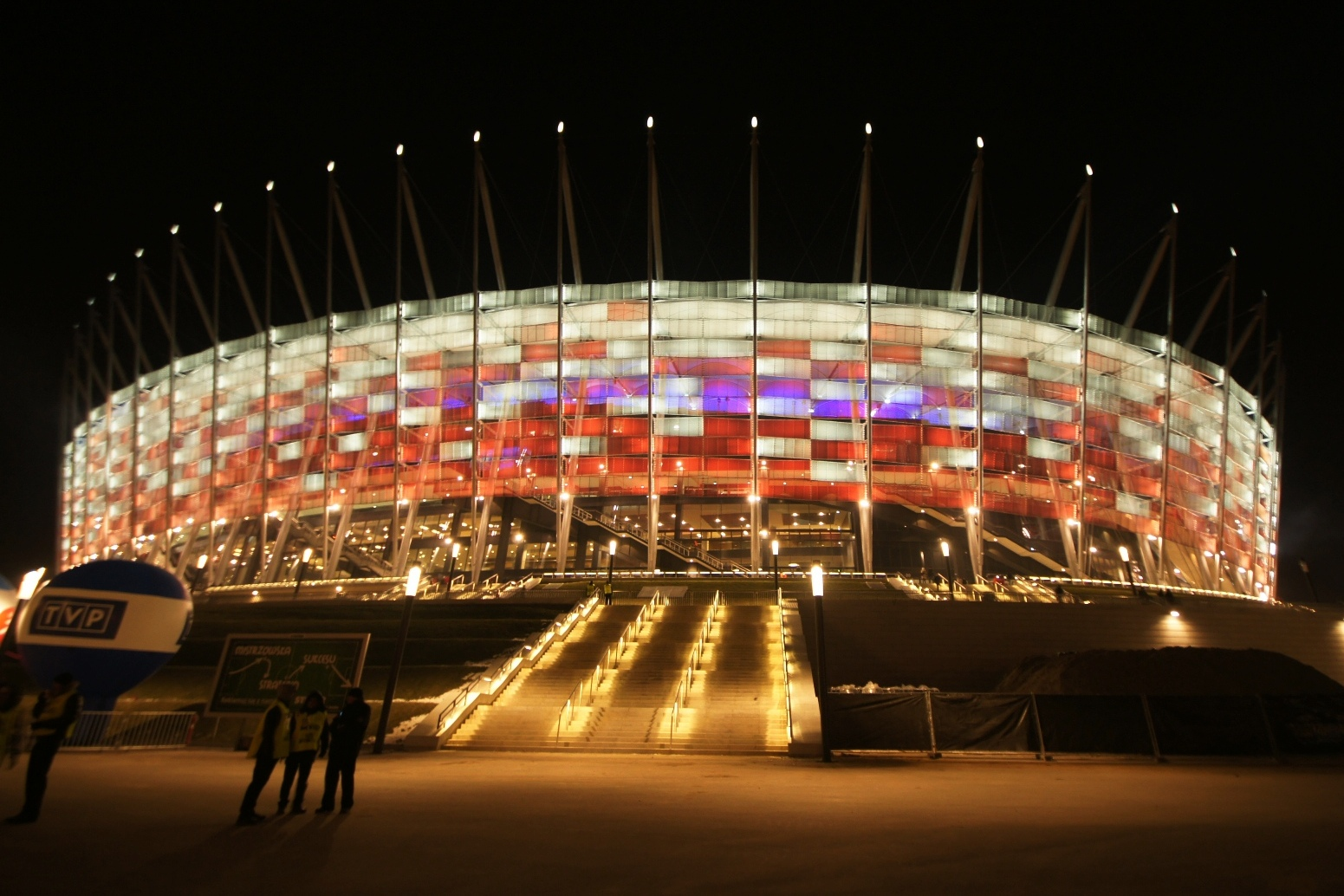
Національний стадіон

| Чемпіонат світу | Чемпіонат світу                             | Чемпіонат світу                             | Чемпіонат світу                             | Чемпіонат світу                             | Чемпіонат світу                             | Чемпіонат світу                             | Чемпіонат світу                             | Чемпіонат світу                             |
| Рік             | Раунд                                       | Місце                                       | І                                           | В                                           | Н                                           | П                                           | М+                                          | М-                                          |
| --------------- | ------------------------------------------- | ------------------------------------------- | ------------------------------------------- | ------------------------------------------- | ------------------------------------------- | ------------------------------------------- | ------------------------------------------- | ------------------------------------------- |
| 1930            | Не брали участь                             | Не брали участь                             | Не брали участь                             | Не брали участь                             | Не брали участь                             | Не брали участь                             | Не брали участь                             | Не брали участь                             |
| 1934            | Не пройшли кваліфікацію                     | Не пройшли кваліфікацію                     | Не пройшли кваліфікацію                     | Не пройшли кваліфікацію                     | Не пройшли кваліфікацію                     | Не пройшли кваліфікацію                     | Не пройшли кваліфікацію                     | Не пройшли кваліфікацію                     |
| 1938            | 1/8 фіналу                                  | 11                                          | 1                                           | 0                                           | 0                                           | 1                                           | 5                                           | 6                                           |
| 1950            | Не брали участь                             | Не брали участь                             | Не брали участь                             | Не брали участь                             | Не брали участь                             | Не брали участь                             | Не брали участь                             | Не брали участь                             |
| 1954            | Відмовилися від участі під час кваліфікації | Відмовилися від участі під час кваліфікації | Відмовилися від участі під час кваліфікації | Відмовилися від участі під час кваліфікації | Відмовилися від участі під час кваліфікації | Відмовилися від участі під час кваліфікації | Відмовилися від участі під час кваліфікації | Відмовилися від участі під час кваліфікації |
| 1958            | Не пройшли кваліфікацію                     | Не пройшли кваліфікацію                     | Не пройшли кваліфікацію                     | Не пройшли кваліфікацію                     | Не пройшли кваліфікацію                     | Не пройшли кваліфікацію                     | Не пройшли кваліфікацію                     | Не пройшли кваліфікацію                     |
| 1962            | Не пройшли кваліфікацію                     | Не пройшли кваліфікацію                     | Не пройшли кваліфікацію                     | Не пройшли кваліфікацію                     | Не пройшли кваліфікацію                     | Не пройшли кваліфікацію                     | Не пройшли кваліфікацію                     | Не пройшли кваліфікацію                     |
| 1966            | Не пройшли кваліфікацію                     | Не пройшли кваліфікацію                     | Не пройшли кваліфікацію                     | Не пройшли кваліфікацію                     | Не пройшли кваліфікацію                     | Не пройшли кваліфікацію                     | Не пройшли кваліфікацію                     | Не пройшли кваліфікацію                     |
| 1970            | Не пройшли кваліфікацію                     | Не пройшли кваліфікацію                     | Не пройшли кваліфікацію                     | Не пройшли кваліфікацію                     | Не пройшли кваліфікацію                     | Не пройшли кваліфікацію                     | Не пройшли кваліфікацію                     | Не пройшли кваліфікацію                     |
| 1974            | 3-є місце                                   | 3                                           | 7                                           | 6                                           | 0                                           | 1                                           | 16                                          | 5                                           |
| 1978            | Другий груповий етап                        | 5                                           | 6                                           | 3                                           | 1                                           | 2                                           | 6                                           | 6                                           |
| 1982            | 3-є місце                                   | 3                                           | 7                                           | 3                                           | 3                                           | 1                                           | 11                                          | 5                                           |
| 1986            | 1/8 фіналу                                  | 14                                          | 4                                           | 1                                           | 1                                           | 2                                           | 1                                           | 7                                           |
| 1990            | Не пройшли кваліфікацію                     | Не пройшли кваліфікацію                     | Не пройшли кваліфікацію                     | Не пройшли кваліфікацію                     | Не пройшли кваліфікацію                     | Не пройшли кваліфікацію                     | Не пройшли кваліфікацію                     | Не пройшли кваліфікацію                     |
| 1994            | Не пройшли кваліфікацію                     | Не пройшли кваліфікацію                     | Не пройшли кваліфікацію                     | Не пройшли кваліфікацію                     | Не пройшли кваліфікацію                     | Не пройшли кваліфікацію                     | Не пройшли кваліфікацію                     | Не пройшли кваліфікацію                     |
| 1998            | Не пройшли кваліфікацію                     | Не пройшли кваліфікацію                     | Не пройшли кваліфікацію                     | Не пройшли кваліфікацію                     | Не пройшли кваліфікацію                     | Не пройшли кваліфікацію                     | Не пройшли кваліфікацію                     | Не пройшли кваліфікацію                     |
| 2002            | Груповий етап                               | 25                                          | 3                                           | 1                                           | 0                                           | 2                                           | 3                                           | 7                                           |
| 2006            | Груповий етап                               | 21                                          | 3                                           | 1                                           | 0                                           | 2                                           | 2                                           | 4                                           |
| 2010            | Не пройшли кваліфікацію                     | Не пройшли кваліфікацію                     | Не пройшли кваліфікацію                     | Не пройшли кваліфікацію                     | Не пройшли кваліфікацію                     | Не пройшли кваліфікацію                     | Не пройшли кваліфікацію                     | Не пройшли кваліфікацію                     |
| 2014            | Не пройшли кваліфікацію                     | Не пройшли кваліфікацію                     | Не пройшли кваліфікацію                     | Не пройшли кваліфікацію                     | Не пройшли кваліфікацію                     | Не пройшли кваліфікацію                     | Не пройшли кваліфікацію                     | Не пройшли кваліфікацію                     |
| 2018            | Груповий етап                               | 25                                          | 3                                           | 1                                           | 0                                           | 2                                           | 2                                           | 5                                           |
| 2022            | 1/8 фіналу                                  |                                             | 4                                           | 1                                           | 1                                           | 2                                           | 3                                           | 5                                           |
| 2026            | Буде визначено                              | Буде визначено                              | Буде визначено                              | Буде визначено                              | Буде визначено                              | Буде визначено                              | Буде визначено                              | Буде визначено                              |
| Усього          | Усього                                      | 9/22                                        | 38                                          | 17                                          | 6                                           | 15                                          | 49                                          | 50                                          |

### Чемпіонат Європи

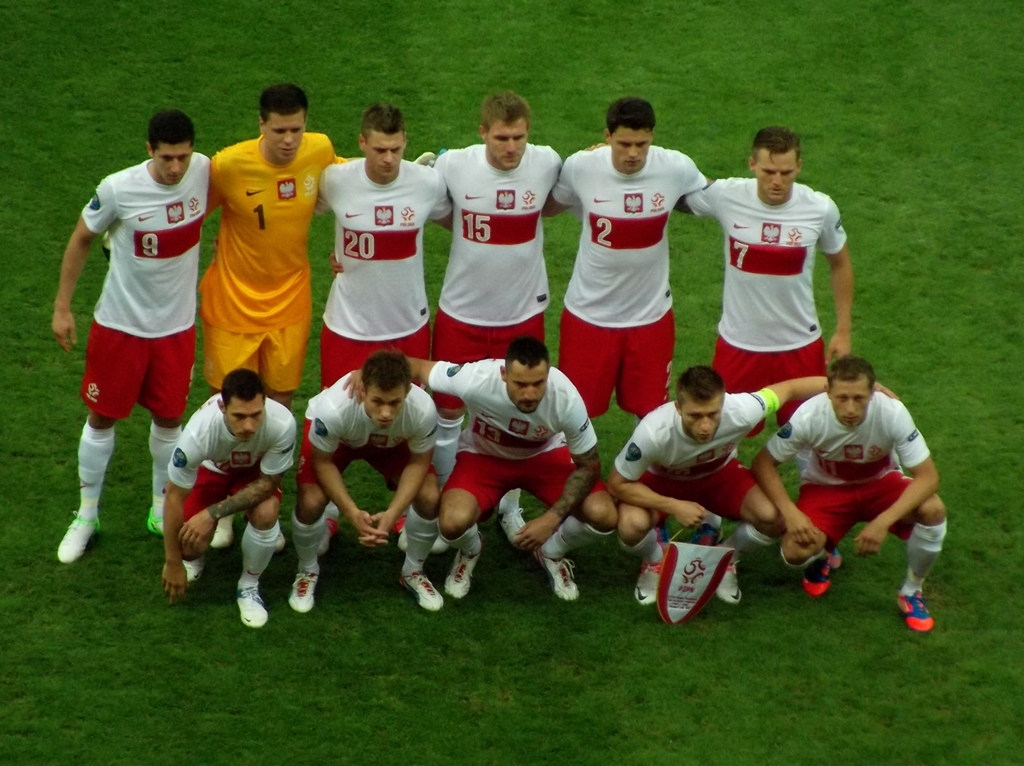
Збірна Польщі з футболу на Євро-2012

| Чемпіонат Європи | Чемпіонат Європи        | Чемпіонат Європи        | Чемпіонат Європи        | Чемпіонат Європи        | Чемпіонат Європи        | Чемпіонат Європи        | Чемпіонат Європи        | Чемпіонат Європи        |
| Рік              | Раунд                   | Місце                   | І                       | В                       | Н                       | П                       | М+                      | М-                      |
| ---------------- | ----------------------- | ----------------------- | ----------------------- | ----------------------- | ----------------------- | ----------------------- | ----------------------- | ----------------------- |
| 1960             | Не пройшли кваліфікацію | Не пройшли кваліфікацію | Не пройшли кваліфікацію | Не пройшли кваліфікацію | Не пройшли кваліфікацію | Не пройшли кваліфікацію | Не пройшли кваліфікацію | Не пройшли кваліфікацію |
| 1964             | Не пройшли кваліфікацію | Не пройшли кваліфікацію | Не пройшли кваліфікацію | Не пройшли кваліфікацію | Не пройшли кваліфікацію | Не пройшли кваліфікацію | Не пройшли кваліфікацію | Не пройшли кваліфікацію |
| 1968             | Не пройшли кваліфікацію | Не пройшли кваліфікацію | Не пройшли кваліфікацію | Не пройшли кваліфікацію | Не пройшли кваліфікацію | Не пройшли кваліфікацію | Не пройшли кваліфікацію | Не пройшли кваліфікацію |
| 1972             | Не пройшли кваліфікацію | Не пройшли кваліфікацію | Не пройшли кваліфікацію | Не пройшли кваліфікацію | Не пройшли кваліфікацію | Не пройшли кваліфікацію | Не пройшли кваліфікацію | Не пройшли кваліфікацію |
| 1976             | Не пройшли кваліфікацію | Не пройшли кваліфікацію | Не пройшли кваліфікацію | Не пройшли кваліфікацію | Не пройшли кваліфікацію | Не пройшли кваліфікацію | Не пройшли кваліфікацію | Не пройшли кваліфікацію |
| 1980             | Не пройшли кваліфікацію | Не пройшли кваліфікацію | Не пройшли кваліфікацію | Не пройшли кваліфікацію | Не пройшли кваліфікацію | Не пройшли кваліфікацію | Не пройшли кваліфікацію | Не пройшли кваліфікацію |
| 1984             | Не пройшли кваліфікацію | Не пройшли кваліфікацію | Не пройшли кваліфікацію | Не пройшли кваліфікацію | Не пройшли кваліфікацію | Не пройшли кваліфікацію | Не пройшли кваліфікацію | Не пройшли кваліфікацію |
| 1988             | Не пройшли кваліфікацію | Не пройшли кваліфікацію | Не пройшли кваліфікацію | Не пройшли кваліфікацію | Не пройшли кваліфікацію | Не пройшли кваліфікацію | Не пройшли кваліфікацію | Не пройшли кваліфікацію |
| 1992             | Не пройшли кваліфікацію | Не пройшли кваліфікацію | Не пройшли кваліфікацію | Не пройшли кваліфікацію | Не пройшли кваліфікацію | Не пройшли кваліфікацію | Не пройшли кваліфікацію | Не пройшли кваліфікацію |
| 1996             | Не пройшли кваліфікацію | Не пройшли кваліфікацію | Не пройшли кваліфікацію | Не пройшли кваліфікацію | Не пройшли кваліфікацію | Не пройшли кваліфікацію | Не пройшли кваліфікацію | Не пройшли кваліфікацію |
| 2000             | Не пройшли кваліфікацію | Не пройшли кваліфікацію | Не пройшли кваліфікацію | Не пройшли кваліфікацію | Не пройшли кваліфікацію | Не пройшли кваліфікацію | Не пройшли кваліфікацію | Не пройшли кваліфікацію |
| 2004             | Не пройшли кваліфікацію | Не пройшли кваліфікацію | Не пройшли кваліфікацію | Не пройшли кваліфікацію | Не пройшли кваліфікацію | Не пройшли кваліфікацію | Не пройшли кваліфікацію | Не пройшли кваліфікацію |
| 2008             | Груповий етап           | 14                      | 3                       | 0                       | 1                       | 2                       | 1                       | 4                       |
| 2012             | Груповий етап           | 14                      | 3                       | 0                       | 2                       | 1                       | 2                       | 3                       |
| 2016             | 1/4 фіналу              | 7                       | 5                       | 2                       | 3                       | 0                       | 4                       | 2                       |
| 2020             | Груповий етап           | 11                      | 3                       | 0                       | 1                       | 2                       | 4                       | 6                       |
| 2024             | Буде визначено          | Буде визначено          | Буде визначено          | Буде визначено          | Буде визначено          | Буде визначено          | Буде визначено          | Буде визначено          |
| Усього           | Усього                  | 4/16                    | 14                      | 2                       | 7                       | 5                       | 11                      | 15                      |

### Ліга націй УЄФА
| Ліга націй УЄФА | Ліга націй УЄФА | Ліга націй УЄФА | Ліга націй УЄФА | Ліга націй УЄФА | Ліга націй УЄФА | Ліга націй УЄФА | Ліга націй УЄФА | Ліга націй УЄФА | Ліга націй УЄФА | Ліга націй УЄФА |
| Рік             | Ліга            | Група           | І               | В               | Н               | П               | М+              | М-              | П/П             | Рей             |
| --------------- | --------------- | --------------- | --------------- | --------------- | --------------- | --------------- | --------------- | --------------- | --------------- | --------------- |
| 2018—19         | A               | 3               | 4               | 0               | 2               | 2               | 4               | 6               | Same position   | 10-е            |
| 2020—21         | A               | 1               | 6               | 2               | 1               | 3               | 6               | 6               | Same position   | 10-е            |
| 2022—23         | A               | 4               | 6               | 2               | 1               | 3               | 6               | 12              | Same position   | 11-е            |
| 2024—25         | A               | Буде визначено  | Буде визначено  | Буде визначено  | Буде визначено  | Буде визначено  | Буде визначено  | Буде визначено  | Буде визначено  | Буде визначено  |
| Усього          | Усього          | Усього          | 16              | 4               | 4               | 8               | 16              | 24              |                 |                 |

### Олімпійські ігри
- 1924 — перший раунд
- 1936 —  Бронза
- 1952 — другий раунд
- 1960 — перший раунд
- 1972 —  Золото
- 1976 —  Срібло
- 1992 —  Срібло

## Гравці

### Поточний склад
Вік гравців, дані про кількість матчів і голів — на 6 квітня 2025 року.
| №  | Поз. | Гравець                        | Дата народження (вік)           | Ігри | Голи | Клуб                 |
| -- | ---- | ------------------------------ | ------------------------------- | ---- | ---- | -------------------- |
| 1  | ВР   | Войцех Щенсний                 | 18 квітня 1990 (вік 34 роки)    | 81   | 0    | Ювентус              |
| 12 | ВР   | Лукаш Скорупський              | 5 травня 1991 (вік 33 роки)     | 9    | 0    | Болонья              |
| 22 | ВР   | Марцин Булка                   | 4 жовтня 1999 (вік 25 років)    | 1    | 0    | Ніцца                |
|    |      |                                |                                 |      |      |                      |
| 5  | ЗХ   | Ян Беднарек                    | 12 квітня 1996 (вік 28 років)   | 67   | 1    | Саутгемптон          |
| 18 | ЗХ   | Бартош Берешинський            | 12 липня 1992 (вік 32 роки)     | 58   | 0    | Сампдорія            |
| 14 | ЗХ   | Якуб Ківьор                    | 15 лютого 2000 (вік 25 років)   | 33   | 1    | Арсенал (Лондон)     |
| 4  | ЗХ   | Тимотеуш Пухач                 | 23 січня 1999 (вік 26 років)    | 15   | 0    | Плімут Аргайл        |
| 17 | ЗХ   | Бартош Саламон                 | 1 травня 1991 (вік 33 роки)     | 15   | 0    | Лех (Познань)        |
| 3  | ЗХ   | Павел Давидович                | 20 травня 1995 (вік 29 років)   | 17   | 0    | Верона               |
| 2  | ЗХ   | Себастьян Валукевич            | 5 квітня 2000 (вік 25 років)    | 9    | 1    | Торіно               |
|    |      |                                |                                 |      |      |                      |
| 11 | ПЗ   | Каміль Гросицький              | 8 червня 1988 (вік 36 років)    | 94   | 17   | Погонь (Щецин)       |
| 10 | ПЗ   | Пйотр Зелінський               | 20 травня 1994 (вік 30 років)   | 99   | 14   | Інтернаціонале       |
| 19 | ПЗ   | Пшемислав Франковський         | 12 квітня 1995 (вік 29 років)   | 49   | 3    | Галатасарай          |
| 20 | ПЗ   | Себастьян Шиманський           | 10 травня 1999 (вік 25 років)   | 43   | 5    | Фенербахче           |
| 8  | ПЗ   | Якуб Модер                     | 7 квітня 1999 (вік 25 років)    | 33   | 2    | Феєнорд              |
| 16 | ПЗ   | Даміан Шиманський              | 16 червня 1995 (вік 29 років)   | 18   | 2    | АЕК                  |
| 21 | ПЗ   | Нікола Залевський              | 23 січня 2002 (вік 23 роки)     | 27   | 3    | Інтернаціонале       |
| 24 | ПЗ   | Бартош Сліш                    | 29 березня 1999 (вік 26 років)  | 15   | 0    | Атланта Юнайтед      |
| 25 | ПЗ   | Міхал Скураш                   | 15 лютого 2000 (вік 25 років)   | 9    | 0    | Брюгге               |
| 6  | ПЗ   | Якуб Пйотровський              | 4 жовтня 1997 (вік 27 років)    | 11   | 2    | Лудогорець           |
| 13 | ПЗ   | Романчук Тарас Вікторович      | 14 листопада 1991 (вік 33 роки) | 5    | 1    | Ягеллонія (Білосток) |
| 26 | ПЗ   | Кацпер Урбаньський             | 7 вересня 2004 (вік 20 років)   | 11   | 0    | Монца                |
|    |      |                                |                                 |      |      |                      |
| 9  | НП   | Роберт Левандовський (капітан) | 21 серпня 1988 (вік 36 років)   | 158  | 85   | Барселона            |
| 7  | НП   | Кароль Свідерський             | 23 січня 1997 (вік 28 років)    | 40   | 13   | Верона               |
| 23 | НП   | Кшиштоф Пйонтек                | 1 липня 1995 (вік 29 років)     | 35   | 12   | Істанбул Башакшехір  |
| 16 | НП   | Адам Букса                     | 12 липня 1996 (вік 28 років)    | 21   | 7    | Антальяспор          |

## Рекордсмени
Дані про гравців та тренерів станом на 6 квітня 2025 року.
Жирним шрифтом позначені гравці, які продовжують виступи.

### Гравці, що провели найбільше ігор

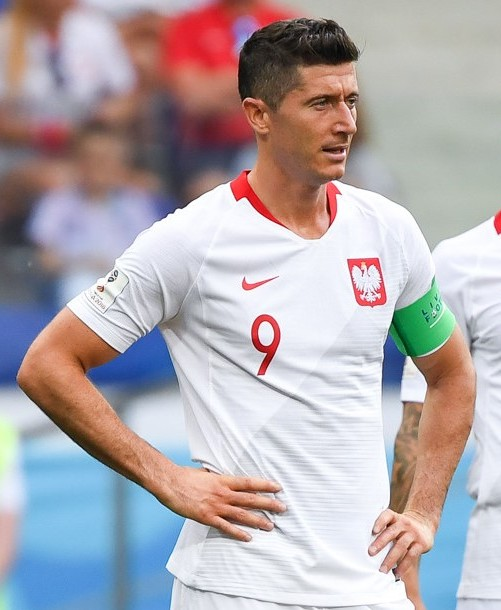
Роберт Левандовський

| # | Ім'я                 | Період виступів | Ігри | Голи |
| - | -------------------- | --------------- | ---- | ---- |
| 1 | Роберт Левандовський | 2008-н.ч.       | 158  | 85   |
| 2 | Якуб Блащиковський   | 2006-2019       | 108  | 21   |
| 3 | Каміль Глік          | 2010-2022       | 103  | 6    |
| 4 | Міхал Жевлаков       | 1998-2011       | 102  | 3    |
| 5 | Гжегож Лято          | 1971-1984       | 100  | 45   |
| 5 | Гжегож Крихов'як     | 2008-2023       | 100  | 5    |
| 7 | Пйотр Зелінський     | 2013-н.ч.       | 99   | 14   |
| 8 | Казімеж Дейна        | 1968-1978       | 97   | 41   |
| 9 | Яцек Бонк            | 1993-2008       | 96   | 3    |
| 9 | Яцек Кшинувек        | 1999-2009       | 96   | 15   |

### Бомбардири

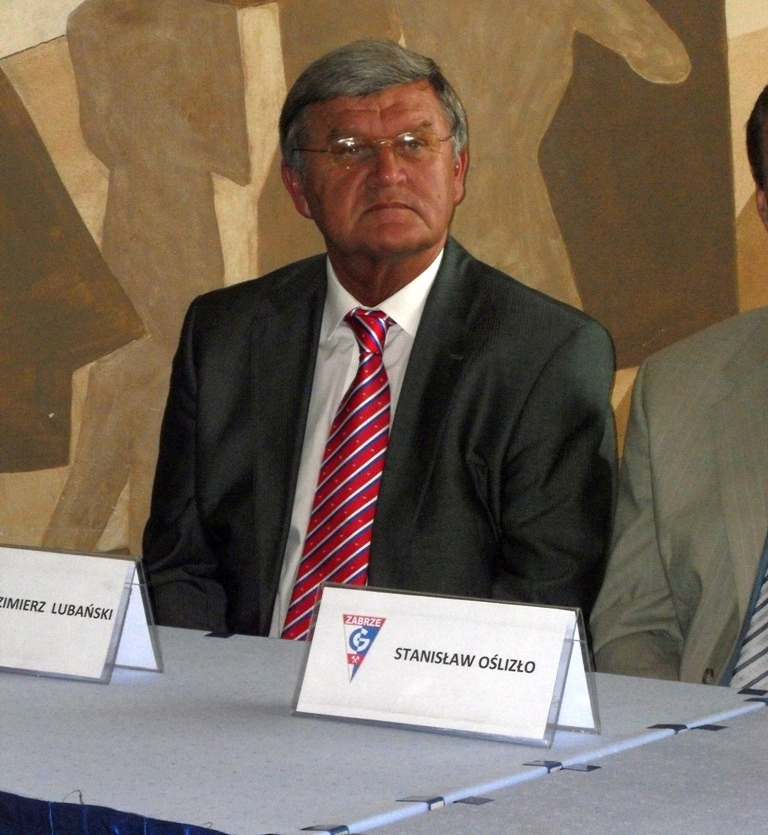
Влодзімеж Любанський

| #     | Гравець              | Період виступів | Голи (ігри) |
| ----- | -------------------- | --------------- | ----------- |
| 1     | Роберт Левандовський | 2008–н.ч.       | 85 (158)    |
| 2     | Влодзімеж Любанський | 1963–1980       | 48 (75)     |
| 3     | Гжегож Лято          | 1971–1984       | 45 (100)    |
| 4     | Казімеж Дейна        | 1968–1978       | 41 (97)     |
| 5     | Ернест Поль          | 1955–1964       | 39 (46)     |
| 6     | Анджей Шармах        | 1972–1982       | 32 (61)     |
| 7     | Герард Цесьлік       | 1947–1958       | 27 (45)     |
| 8     | Збігнев Бонек        | 1976–1988       | 24 (80)     |
| 9-10  | Ернест Вілімовський  | 1934–1939       | 21 (22)     |
| 10-10 | Якуб Блащиковський   | 2006–2019       | 21 (108)    |

## Тренери
Курсивом позначені тимчасові тренери
| Період роботи зі збірною | Тренер                                                                                                   | І  | В  | Н  | П  | ЗМ  | ПМ |
| ------------------------ | --- | -- | -- | -- | -- | --- | -- |
| 1921                     | Юзеф Школьніковський ( Імре Поршоньї)                                                                    |    |    |    |    |     |    |
| 1922                     | Юзеф Лустгартен, Адам Обрубанський і Станіслав Земянський                                                |    |    |    |    |     |    |
| 1922                     | Едвард Цетнаровський, Владислав Єнтис і Юзеф Лустгартен                                                  |    |    |    |    |     |    |
| 1923                     | Казімеж Глябіш, Тадеуш Кухар і Адам Обрубанський                                                         |    |    |    |    |     |    |
| 1924                     | Адам Обрубанський (Тадеуш Ожельський, Ігнаций Розенсток)                                                 |    |    |    |    |     |    |
| 1924                     | Дьюла Біро                                                                                               | 0  | 0  | 0  | 1  | 0   | 5  |
| 1925                     | Тадеуш Кухар                                                                                             | 1  | 0  | 0  | 1  | 0   | 2  |
| 1925—1927                | Тадеуш Синовець                                                                                          | 11 | 5  | 3  | 3  | 30  | 24 |
| 1928                     | Тадеуш Кухар                                                                                             | 1  | 0  | 1  | 0  | 3   | 3  |
| 1929—1931                | Стефан Лот (Юзеф Калужа)                                                                                 |    |    |    |    |     |    |
| 1932—1939                | Юзеф Калужа (Стефан Лот, Анджей Пшеворський, Кароль Коссок, Маріан Спойда, Курт Отто)                    |    |    |    |    |     |    |
| 1947                     | Генрик Рейман (Вацлав Кухар)                                                                             |    |    |    |    |     |    |
| 1947                     | Кароль Бергталь, Чеслав Круг, Анджей Пшеворський (Вацлав Кухар)                                          |    |    |    |    |     |    |
| 1948                     | Зигмунт Альфус (Вацлав Кухар)                                                                            |    |    |    |    |     |    |
| 1948                     | Чеслав Круг (Ян Новак, Анджей Пшеворький, Вацлав Кухар)                                                  |    |    |    |    |     |    |
| 1949—1950                | Мечислав Шимковяк, Ігнаций Іздебський, Стефан Киселинський, Чеслав Круг, Казімеж Сьмігляк (Вацлав Кухар) |    |    |    |    |     |    |
| 1950                     | Мечислав Шимковяк, Мечислав Качановський, Стефан Киселинський, Чеслав Круг, Іштван Седер-Шейдль          |    |    |    |    |     |    |
| 1950—1952                | Ришард Концевич (Міхал Матиас)                                                                           |    |    |    |    |     |    |
| 1952                     | Міхал Матиас                                                                                             | 2  | 0  | 0  | 2  | 0   | 3  |
| 1952                     | Тівадар Кірай                                                                                            | 2  | 0  | 0  | 2  | 1   | 7  |
| 1952                     | Тадеуш Форись                                                                                            | 2  | 1  | 1  | 0  | 5   | 2  |
| 1953                     | Ришард Концевич                                                                                          | 3  | 0  | 2  | 1  | 3   | 5  |
| 1954                     | Андор Гайду, Едвард Цебуля                                                                               |    |    |    |    |     |    |
| 1954                     | Зигмунт Єсьонка, Міхал Матиас                                                                            |    |    |    |    |     |    |
| 1955—1956                | Ришард Концевич                                                                                          | 9  | 3  | 4  | 2  | 18  | 14 |
| 1956                     | Альфред Новаковський, Алойзи Сітко, Артур Возьняк                                                        |    |    |    |    |     |    |
| 1956                     | Чеслав Круг, Фелікс Дирда, Генрик Рейман                                                                 |    |    |    |    |     |    |
| 1957                     | Генрик Рейман, Фелікс Дирда, Юзеф Земян                                                                  |    |    |    |    |     |    |
| 1958                     | Генрик Рейман, Фелікс Дирда, Станіслав Шиманяк                                                           |    |    |    |    |     |    |
| 1959—1962                | Чеслав Круг (Тадеуш Форись, Ришард Концевич, Жан Пруфф)                                                  |    |    |    |    |     |    |
| 1960                     | Жан Пруфф                                                                                                | 6  | 3  | 1  | 2  | 17  | 14 |
| 1963—1964                | Веслав Моточинський, Тадеуш Форись, Вацлав Пегза                                                         |    |    |    |    |     |    |
| 1964                     | Веслав Моточинський, Вацлав Пегза                                                                        |    |    |    |    |     |    |
| 1964—1965                | Веслав Моточинськийі, Ришард Концевич, Кароль Кравчик                                                    |    |    |    |    |     |    |
| 1966                     | Антоній Бжежаньчик                                                                                       | 9  | 1  | 3  | 5  | 10  | 14 |
| 1966                     | Клеменс Новак, Антоній Бжежаньчик, Казімеж Гурський                                                      |    |    |    |    |     |    |
| 1966—1967                | Міхал Матиас                                                                                             | 9  | 2  | 3  | 4  | 12  | 14 |
| 1968—1970                | Ришард Концевич                                                                                          | 26 | 15 | 5  | 6  | 68  | 32 |
| 1971—1976                | Казімеж Гурський                                                                                         | 68 | 39 | 12 | 17 | 139 | 65 |
| 1976—1978                | Яцек Гмох                                                                                                | 27 | 17 | 3  | 7  | 50  | 30 |
| 1978—1980                | Ришард Кулеша                                                                                            | 31 | 15 | 7  | 9  | 51  | 27 |
| 1981                     | Вальдемар Обрембський                                                                                    | 4  | 4  | 0  | 0  | 13  | 3  |
| 1981—1986, 1996-97       | Антоній Пехнічек                                                                                         | 74 | 26 | 21 | 27 | 92  | 97 |
| 1986—1989                | Войцех Лазарек                                                                                           | 32 | 18 | 5  | 9  | 55  | 43 |
| 1989—1993                | Анджей Стрейляу                                                                                          | 57 | 19 | 23 | 15 | 64  | 66 |
| 1993                     | Леслав Цьмикевич                                                                                         | 3  | 0  | 0  | 3  | 2   | 8  |
| 1994—1995                | Генрик Апостел                                                                                           | 19 | 7  | 7  | 5  | 30  | 24 |
| 1996                     | Владислав Стахурський                                                                                    | 4  | 0  | 2  | 2  | 2   | 8  |
| 1997                     | Кшиштоф Павляк                                                                                           | 1  | 1  | 0  | 0  | 4   | 1  |
| 1997—1999                | Януш Вуйцик                                                                                              | 26 | 15 | 3  | 8  | 37  | 28 |
| 2000—2002                | Єжи Енгель                                                                                               | 29 | 12 | 9  | 8  | 41  | 34 |
| 2002                     | Збігнев Бонек                                                                                            | 5  | 2  | 1  | 2  | 5   | 4  |
| 2003—2006                | Павел Янас                                                                                               | 51 | 31 | 6  | 14 | 99  | 54 |
| 2006—2009                | Лео Беенгаккер                                                                                           | 47 | 22 | 13 | 12 | 75  | 47 |
| 2009                     | Стефан Маєвський                                                                                         | 2  | 0  | 0  | 2  | 0   | 3  |
| 2009—2012                | Францішек Смуда                                                                                          | 37 | 15 | 13 | 9  | 47  | 40 |
| 2012—2013                | Вальдемар Форналік                                                                                       | 18 | 8  | 4  | 6  | 33  | 22 |
| 2013—2018                | Адам Навалка                                                                                             | 50 | 26 | 15 | 9  | 99  | 49 |
| 2018—2020                | Єжи Бженчек                                                                                              | 24 | 12 | 5  | 7  | 36  | 20 |
| 2021                     | Паулу Соза                                                                                               | 15 | 6  | 5  | 4  | 37  | 20 |
| 2022                     | Чеслав Міхневич                                                                                          | 13 | 5  | 3  | 5  | 13  | 18 |
| 2023                     | Фернанду Сантуш                                                                                          | 6  | 3  | 0  | 3  | 7   | 8  |
| 2023—                    | Міхал Пробеж                                                                                             | 11 | 5  | 4  | 2  | 19  | 11 |

## Форма
| ЧС 1974 | ЧС 1978 | ЧС 1982 | ЧС 1986 | 1990 домашня | ЧС 2002 |

| ЧС 2006 | Євро 2008 | 2009 домашня | Євро 2012 | 2014 домашня | Євро 2016 |